# Hilary Duff: All Access Pass
Hilary Duff: All Access Pass — перший відеоальбом американської поп-співачки Гіларі Дафф. В США вийшов 4 листопада 2003 через лейбли Buena Vista та Hollywood Records. Відеоальбом здобув 2 платинових сертифікацій від RIAA та 5 від CRIA. Відеоальбом зрежисований та спродюсований Вірджилом Пі. та Тесс Галлагер Томпсон. Тривалістю в годину, альбом містить музичні відео синглів «So Yesterday», «Why Not» та «I Can't Wait», відео з поза сцен до зйомок кліпів і запису альбому «Metamorphosis», та концертне відео Дафф на Sessions@AOL. Дафф сказала, що DVD документує її дворічну музичну подорож, яка зводиться до релізу альбому Metamorphosis (2003).

## Зміст
| Hilary Duff: All Access Pass – Музичні відео | Hilary Duff: All Access Pass – Музичні відео | Hilary Duff: All Access Pass – Музичні відео |
| #                                            | Назва                                        | Тривалість                                   |
| -------------------------------------------- | -------------------------------------------- | -------------------------------------------- |
| 1.                                           | «So Yesterday»                               | 3:37                                         |
| 2.                                           | «Why Not»                                    | 3:11                                         |
| 3.                                           | «I Can't Wait»                               | 1:01                                         |
| 7:49                                         |                                              |                                              |

| Hilary Duff: All Access Pass – Виконання | Hilary Duff: All Access Pass – Виконання | Hilary Duff: All Access Pass – Виконання |
| #                                        | Назва                                    | Тривалість                               |
| ---------------------------------------- | ---------------------------------------- | ---------------------------------------- |
| 1.                                       | «Sessions@AOL Performance»               | 7:10                                     |
| 2.                                       | «Making of Sessions@AOL»                 | 3:04                                     |
| 10:14                                    |                                          |                                          |

| Hilary Duff: All Access Pass – Поза сценами | Hilary Duff: All Access Pass – Поза сценами | Hilary Duff: All Access Pass – Поза сценами |
| #                                           | Назва                                       | Тривалість                                  |
| ------------------------------------------- | ------------------------------------------- | ------------------------------------------- |
| 1.                                          | «Making of "So Yesterday" Video»            | 11:31                                       |
| 2.                                          | «Making of "Why Not" Video»                 | 2:42                                        |
| 3.                                          | «Making of Metamorphosis Album»             | 8:03                                        |
| 22:26                                       |                                             |                                             |

| Hilary Duff: All Access Pass – Бонусні речі | Hilary Duff: All Access Pass – Бонусні речі            | Hilary Duff: All Access Pass – Бонусні речі |
| #                                           | Назва                                                  | Тривалість                                  |
| ------------------------------------------- | ------------------------------------------------------ | ------------------------------------------- |
| 1.                                          | «In the Studio – "Anywhere But Here" / "Love Just Is"» | 2:00                                        |
| 2.                                          | «Photo Gallery & Home Movies»                          | 2:32                                        |
| 3.                                          | «Hilary Duff Biography»                                |                                             |

## Персонал
- Марія Кляйнман — виконавчий продюсер
- Вірджил Пі. Томпсон — режисер, кінопродюсер
- Тесс Галлагер Томпсон — режисер, кінопродюсер
- Енні Джу — артдиректор, мистецький дизайнер

## Продажі
| Країна           | Сертифікат | Сертифікація (таблиця продажів та сертифікатів) |
| ---------------- | ---------- | ----------------------------------------------- |
| Австралія (ARIA) | Платина    | +30,000                                         |
| Канада (CRIA)    | 5× Платина | +50,000                                         |
| США (RIAA)       | 2× Платина | +200,000                                        |